# 日本国体学会
日本国体学会（にほんこくたいがっかい）は、法学博士の里見岸雄が創設した保守・民族主義系の学術研究任意団体。
東京都武蔵野市の宗教法人立正教団の本部敷地内にある里見日本文化学研究所に事務局を置く。里見が創唱した日本国体学に基づく啓発運動を展開し、戦前の思想界に大きな影響力を持った。現在でも、機関誌『国体文化』を刊行するほか、有識者などを招いた定例講演会や学術研究大会などを開催している。
「学会」を称するが、いわゆる学会ではない。

## 概要
日本国体学会は、昭和11年（1936年）2月11日に国体主義同盟を改組する形で発足した。大正13年（1924年）に兵庫県西宮村に創設された里見日本文化学研究所を母体としている。
創設者である里見岸雄は、社会主義の理念と皇室伝統とが矛盾しないことを説いた『天皇とプロレタリア』や、観念的国体論を徹底的に批判した『国体に対する疑惑』などがベストセラーとなるなど、戦前の思想界では著名な人物であった。また、大日本帝国憲法の第1条から第3条までについて論じた『国体法の研究』により法学博士号を授与されるなど憲法学者としても知られ、天皇機関説が問題となった際にも独自の立場から積極的な発言を展開した。日本国体学会の支部が当時の大日本帝国内の領地やその影響下にあった各地域に存在していたこともあり、里見は各地で積極的に講演活動を行なった。なお戦時中、日本国体学の学府として立命館大学に「国体学科」を創設したが、敗戦と共に廃止を余儀なくされた経緯がある。
なお、里見岸雄が国柱会の創立者である田中智学の三男であるということもあり、活動においては日蓮主義の色彩が強かったが、昨今は日本近代史や神道学の研究者を講師に招くなど、日本国体学を基盤とする社会理論の構築を目指すと共に、狭義の職業研究者に止まらない保守・民族主義系の学術研究の結節点たらんと活動している。

## 宣言
「日本国体は日本民族生命体の生み出した精華であって　遠き古代に成生し　中頃久しき歴史を通じて生きぬき　そして今後あらゆる時代の狂乱怒涛をくぐりぬけ　天壌と共に無窮に生きつづけるであろう
それは　人間生命の意義たる道そのものの具体化したものであって　之を古今に通じて謬（あやま）らず之を中外に施して悖（もと）らざる基本国家である
日本人がこれを正しく認識した時　日本は立正安国の理想国家となり　世界人類がこれを確認して模範とすれば　八紘一宇世界絶対平和の真秩序が確立されるであろう
日本国民よ万事をなげうって先ずわれわれ自身の国体を研究せよ」

## 主張
「国体こそは、日本存在の根本原理であり、日本民族発展の原理であり、さらに日本が道義国家として卓立し、世界平和に貢献する根拠であることを確信する。」

## 使命
「日本国体学会は、一切の政党および宗派を超越し、もっぱら学問的・思想的・文化的・啓蒙的方法によって日本国民に国体の存在と価値を再認識させ、国体に対する科学的思想と信念とを培養して自主自尊の国民的自覚を与える。
とともに、その政党の如何を問わず、宗教の如何を問わず、また職業身分の如何を問わず、日本国民として大同団結を指向し、国民をして天皇を仰ぎみるところ の共存共栄の道義国家を建設し、日本をして、四海同胞・人類一善の世界絶対平和に貢献せしめる原動力となし、時代を一貫する日本の良心と叡智によって、たえずその思想・政治・経済・教育等を指導啓蒙することを使命とする。」